# NGC 4730
NGC 4730 est une galaxie lenticulaire située dans la constellation du Centaure. Sa vitesse par rapport au fond diffus cosmologique est de 2 374 ± 20 km/s, ce qui correspond à une distance de Hubble de 35,0 ± 2,5 Mpc (∼114 millions d'al). NGC 4730 a été découverte par l'astronome britannique John Herschel en 1834.
À ce jour, trois mesures non basées sur le décalage vers le rouge (redshift) donnent une distance de 49,433 ± 2,761 Mpc (∼161 millions d'al), ce qui est à l'extérieur des valeurs de la distance de Hubble. Notons cependant que c'est avec la valeur moyenne des mesures indépendantes, lorsqu'elles existent, que la base de données NASA/IPAC calcule le diamètre d'une galaxie et qu'en conséquence le diamètre de NGC 4730 pourrait être d'environ 20,2 kpc (∼65 900 al) si on utilisait la distance de Hubble pour le calculer.

## Groupe de NGC 4751
Selon A.M. Garcia, NGC 4730 fait partie du groupe de NGC 4751. Ce groupe de galaxies compte au moins huit membres. Les autres galaxies du groupe sont NGC 4751, ESO 322-101, ESO 323-33, PGC 43383, PGC 43402, PGC 43553 et PGC 43722.
NGC 4730 fait partie de l'amas du Centaure, l'un des amas du superamas de l'Hydre-Centaure, et donc toutes les galaxies du groupe du groupe de NGC 4751 en font aussi partie.